# کراسنی کلین
کراسنی کلین (به لاتین: Krasny Klin) یک منطقهٔ مسکونی در روسیه است که در باشقیرستان واقع شده‌است.